# Jagannātha

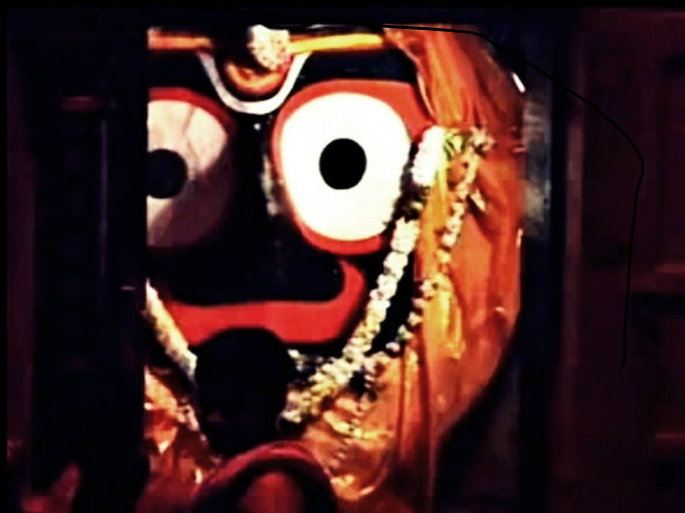
La forma di Jagannātha, presso il suo tempio principale a Purī (Oṛiśā). La statua in legno, come le altre due che rappresentano il fratello di Kṛṣṇa, Balarāma, e di sua sorella, Subhadrā, viene sostituita ogni dodici anni. Le vecchie statue vengono bruciate sottoterra, in un'area isolata del complesso templare.

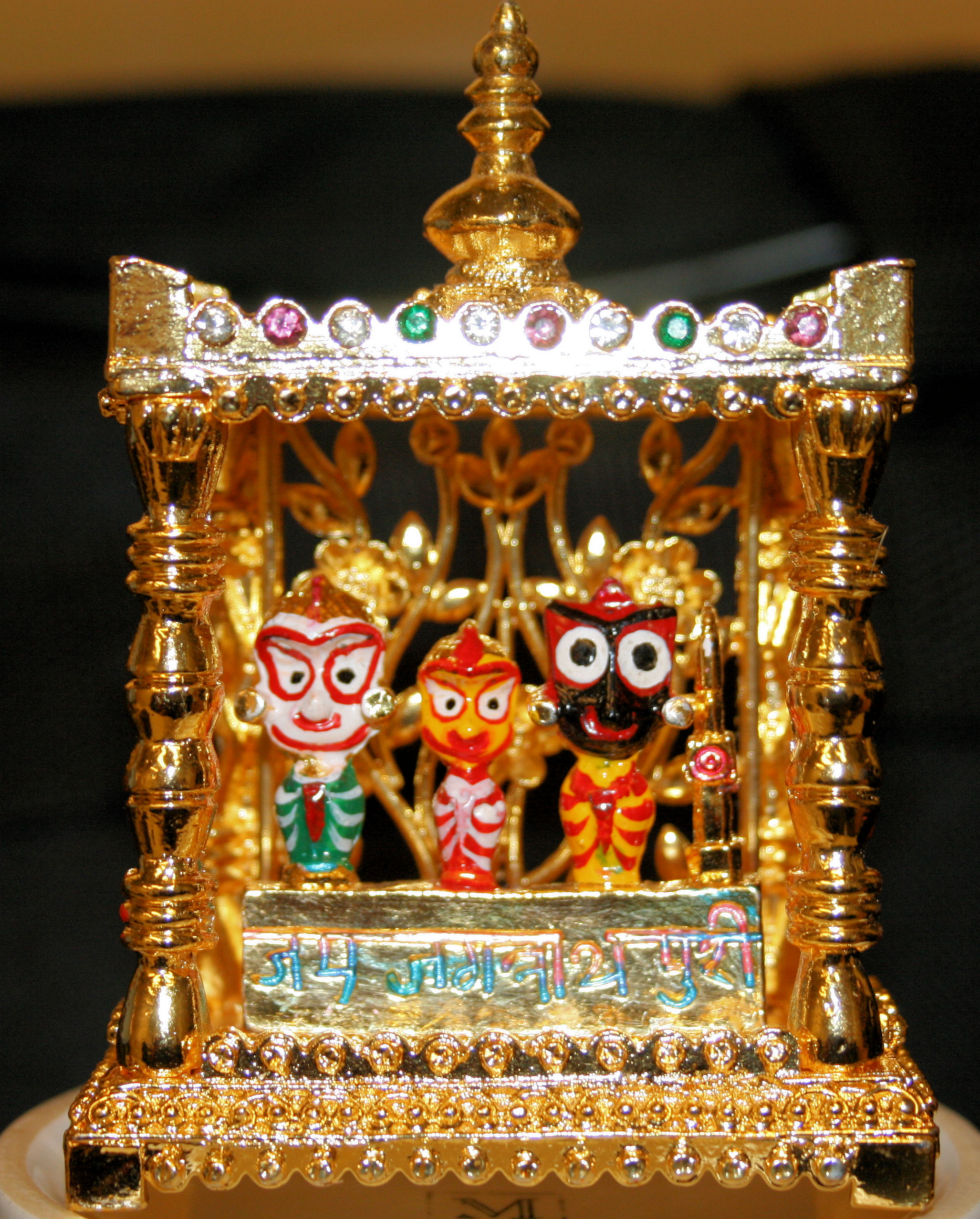
Esempio delle mūrti di Jagannātha, Balarāma, Subhadrā

Jagannātha (devanāgarī: जगन्नाथ; lett. il «Signore del mondo»: nātha, "signore" e jagat, "mondo/universo") è un aspetto di Kṛṣṇa/Visnù.
Il luogo principale e originario del culto di Jagannātha è a Puri (in Orissa): in tale tempio sono conservate le tre immagini in legno di Kṛṣṇa (Jagannātha), di Balarāma e di Subhadrā. Queste statue in legno vengono sostituite ogni dodici anni, quelle vecchie vengono bruciate sottoterra, in un'area isolata del complesso templare.

## Mito
La forma (mūrti) in cui viene adorato Kṛṣṇa possiede la peculiarità di essere di grande bellezza, come il dio di cui le gopī erano perdutamente innamorate. Diversamente la forma di Kṛṣṇa detta Jagannātha è, quantomeno apparentemente, meno gradevole. 
Sull'origine di questa forma, caratterizzata da una grande testa, con un volto sorridente e con grandi occhi, e un corpo privo di mani e di gambe, di colore blu/nero (come il colore del corpo di Kṛṣṇa) e affiancato spesso da analoghe figure inerenti a Subhadrā e a Balarāma, vi sono numerosi racconti mitologici.
Uno di questi è narrato nello Skanda Purāṇa: il re Indradyumna incaricò Viśvakarman, l'architetto celeste, di scolpire una mūrti di Kṛṣṇa in un grande tronco di nīm trovato su una spiaggia. Viśvakarman accettò l'incarico a condizione di lavorare indisturbato per 21 giorni. Il re Indradyumna, incuriosito, non resistette e, trascorsi quindici giorni aprì la porta della stanza in cui la mūrti veniva ultimata. Violato l'accordo, Viśvakarman smise di lavorare all'opera, lasciandola in questo modo incompiuta. 
Secondo un'altra versione, riportata nello Utkala-khanda, Krishna, accompagnato dal fratello Balarama e dalla sorella Subhadra, si recò nel lago sacro di Kurukshetra, dalla sua corte di Dvaraka e venne raggiunto dagli abitanti di Vrindavana. Lì a Kurukshetra i pellegrini si intrattenevano raccontandosi l'un l'altro i passatempi divini (lila) di Krishna a Vrindavana. Ascoltando questi racconti Krishna, Balarama e Subhadra vennero colti da una profonda estasi, che modificò i loro corpi: le teste e gli occhi diventarono più grandi, le membra si ritrassero, trasformandosi in Jagannatha, Baladeva e Subhadra.

## Templi e culto

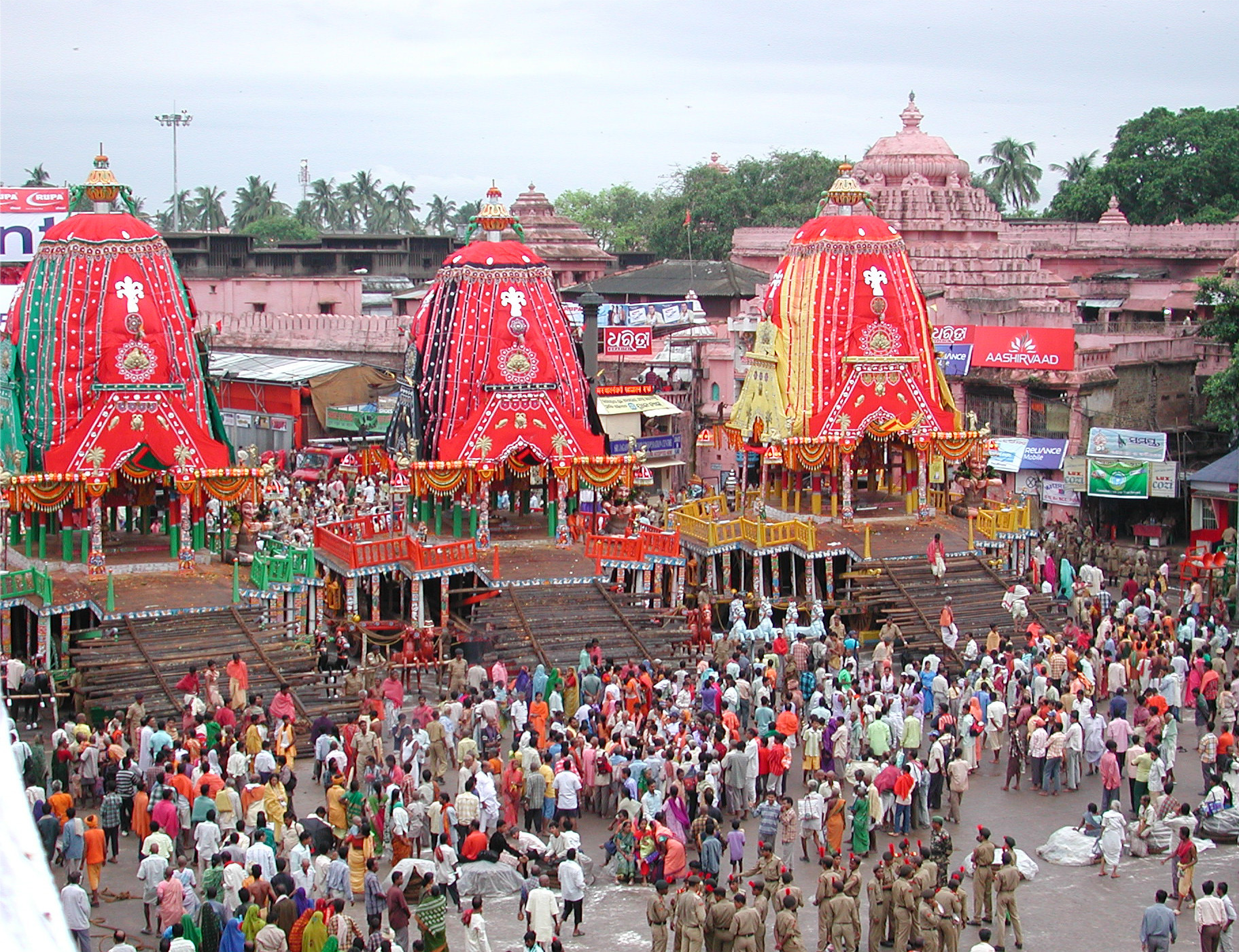
Il Ratha Yatra a Jagannatha Puri nel 2007

Il culto di Jagannatha è diffuso in tutta l'India, ma la murti più antica e famosa, citata nello Skanda Purana, è quella di Puri, in Orissa, città nota altrimenti come "Jagannatha Puri".
In questa città ogni anno, il giorno di Jyestha-purnima, (luna piena del mese di maggio-giugno) si svolge il Ratha Yatra, la "processione dei carri".

Per commemorare il ritorno di Krishna a Vrindavana dopo una lunga separazione, le murti vengono trasportate con dei carri trionfali per un tragitto di circa due chilometri.
Il festival attira centinaia di migliaia di fedeli da tutta l'India.

Numerosi Ratha Yatra avvengono al di fuori dell'India: San Francisco, Londra, Parigi, Sydney, San Paolo del Brasile, Viareggio, etc.